# Raisen (district)
Raisen is een district van de Indiase staat Madhya Pradesh. Het district telt 1.120.159 inwoners (2001) en heeft een oppervlakte van 8466 km².
Hoofdstad: Bhopal
Districten: